# Hillerød Samvirkende Idrætsforeninger
Hillerød Samvirkende Idrætsforeninger, HSI, er en paraplyorganisation for 2 idrætsklubber i Hillerød, Danmark.
Den ene er Hillerød GI eller HGI (Hillerød Gymnastik- og Idrætsforening), der omfatter en fodboldklub i Hillerød Vest. Klubben har været startskud for flere "stjerner", som fx Morten Wieghorst.
Den anden er FIF Hillerød.

## Hillerød GI
Klubben har både herre- og damefodbold på programmet.

### Hillerød GI Damefodbold af 2010
Hillerød GI Damefodbold blev grundlagt i 2010, og har allerede en elitesatsning.

## Eksterne links
- HSI's hjemmeside Arkiveret 16. september 2017 hos  Wayback Machine

| Fodbold | Spire Denne artikel om en dansk fodboldklub er en spire som bør udbygges. Du er velkommen til at hjælpe Wikipedia ved at udvide den. |